# I Promised Myself
I Promised Myself (englisch für „Ich hab es mir versprochen“) ist ein Lied des britischen Sängers Nick Kamen, das im Jahr 1990 ein internationaler Charterfolg war.

## Hintergrund
Das Lied befand sich auf Kamens Album Move Until We Fly. Er schrieb den Text zum Lied, in dem es um ein Liebespaar in einer Krise geht. Die männliche Stimme verspricht sich dabei verschiedene Dinge, die die Beziehung retten und seiner Partnerin seine Liebe deutlich machen können. Produziert wurde es von Mike Paxman und Paul Muggleton. 2004 veröffentlichte Kamen sein Lied nochmals in einer Remix-Version.

## Kommerzieller Erfolg

### Chartplatzierungen
I Promised Myself erreichte in vielen Ländern Europas hohe Chartplatzierungen, in Österreich und Schweden erreichte es sogar Platz eins. In Deutschland belegte es Rang fünf der Charts und in der Schweizer Hitparade Position drei. In Kamens Heimatland Großbritannien war es dagegen nur ein kleiner Erfolg und schaffte es auf Platz 50.
| ChartsChartplatzierungen     | Höchstplatzierung | Wochen |
| ---------------------------- | ----------------- | ------ |
| Deutschland (GfK)            | 5 (42 Wo.)        | 42     |
| Österreich (Ö3)              | 1 (20 Wo.)        | 20     |
| Schweiz (IFPI)               | 3 (25 Wo.)        | 25     |
| Vereinigtes Königreich (OCC) | 50 (6 Wo.)        | 6      |

| ChartsJahrescharts (1990) | Platzierung |
| ------------------------- | ----------- |
| Deutschland (GfK)         | 7           |
| Österreich (Ö3)           | 3           |
| Schweiz (IFPI)            | 3           |

### Auszeichnungen für Musikverkäufe
| Land/Region        | Auszeichnungen für Musikverkäufe (Land/Region, Auszeichnung, Verkäufe) | Verkäufe |
| ------------------ | ---------------------------------------------------------------------- | -------- |
| Deutschland (BVMI) | Gold                                                                   | 250.000  |
| Österreich (IFPI)  | Gold                                                                   | 25.000   |
| Schweden (IFPI)    | Gold                                                                   | 25.000   |
| Insgesamt          | 3× Gold ·                                                              | 300.000  |

## Coverversionen
Das Lied wurde später noch mehrfach gecovert. 2004 diente I Promised Myself als letzte Single der schwedischen Popgruppe A*Teens. 2009 entstanden Versionen von dem schwedischen Künstler Basshunter und dem Schweizer DJ Antoine. Robert Haag und Markus Becker nahmen 2014 eine Version als Partyschlager mit deutschem Text auf, die sie Pommes mit Senf betitelten.